# بادي روبنز
بادي روبنز (بالإنجليزية: Paddy Robbins)‏ (18 نوفمبر 1914 في جمهورية أيرلندا - 1986) هو لاعب كرة قدم أيرلندي في مركز مهاجم داخلي. لعب مع أولدهام أثلتيك وبلاكبيرن روفرز ونادي ميدلزبره ونادي هارتلبول يونايتد ونادي يورك سيتي وأكرينجتون ستانلي ‏ وStockton F.C. ‏.